# Lesce
Lesce – wieś w Słowenii, w gminie Radovljica. W 2018 roku liczyła 2806 mieszkańców.